# Miklós Sárkány
Miklós Sárkány (* 15. August 1908 in Budapest; † 20. Dezember 1998 in Wien) war ein ungarischer Wasserballspieler.
Beim Fünferturnier der Olympischen Spiele 1932 in Los Angeles wurde Sárkány, in der ungarischen Wasserballnationalmannschaft spielend, nur in der Begegnung gegen Japan eingesetzt. Die Mannschaft holte trotzdem nach einem 6:2-Sieg gegen Deutschland den Olympiasieg, so dass er mit seinen Mannschaftskollegen György Bródy, József Vértesy, Olivér Halassy, Márton Homonnay, Sándor Ivády, István Barta, Alajos Keserű, János Németh und Ferenc Keserű die Goldmedaille verliehen bekam.
Sárkány wurde vier Jahre später, bei den Olympischen Spielen 1936 in Berlin, erneut eingesetzt, diesmal in drei der Gruppenspiele, die Ungarn allesamt gewinnen konnte. Da die Mannschaft sich für die Finalrunde qualifizierte und nach einem Sieg und einem Unentschieden Olympiasieger wurde, bekam Sárkány seine zweite Goldmedaille verliehen.
Nach dem Zweiten Weltkrieg kam Sarkany in die Bundesrepublik, lebte in Wuppertal und hat die Nachwuchsarbeit in den führenden deutschen Vereinen zunächst als „Wandertrainer“ entscheidend beeinflusst. Von 1959 bis 1973 war er Bundestrainer und belegte mit der Nationalmannschaft Platz vier bei den Olympischen Spielen 1972 in München.
Er wurde am Friedhof der Feuerhalle Simmering in Wien bestattet (Abteilung 7, Ring 1, Gruppe 4, Nummer 11). Das Grab bestand bis 2017 und wurde dann aufgelassen.